# Guyana op de Olympische Zomerspelen 2016
Guyana nam deel aan de Olympische Zomerspelen 2016 in Rio de Janeiro, Brazilië. De selectie bestond uit zes sporters, actief in de atletiek en het zwemmen. Op deze Spelen kwam geen einde aan de medailleloze periode van 36 jaar; vlaggendrager en atleet Troy Doris kwam het dichtstbij, door zich te kwalificeren voor de finale van het hink-stap-springen en daarin te eindigen als zevende.

## Deelnemers en resultaten
(m) = mannen, (v) = vrouwen 

### Atletiek
| Olympiër          | Discipline             | Resultaat | Prestatie                                                   |
| ----------------- | ---------------------- | --------- | ----------------------------------------------------------- |
| Winston George    | 400m (m)               | 28e       | serie 6: 5de in 45,77                                       |
| Troy Doris VS     | hink-stap-springen (m) | 7e        | kwalificatie groep A: 4de met 16,81m finale: 7de met 16,90m |
|                   |                        |           |                                                             |
| Brenessa Thompson | 100m (v)               | 52e       | serie 2: 7de in 11,72                                       |
| Brenessa Thompson | 200m (v)               | 59e       | serie 8: 7de in 23,65                                       |
| Aliyah Abrams     | 400m (v)               | 38e       | serie 8: 5de in 52,79                                       |

### Zwemmen
| Olympiër           | Discipline           | Resultaat | Prestatie             |
| ------------------ | -------------------- | --------- | --------------------- |
| Hannibal Gaskin VO | 100m vlinderslag (m) | 42e       | serie 1: 2de in 58,57 |
|                    |                      |           |                       |
| Jamila Sanmoogan   | 50m vrije slag (v)   | 63e       | serie 5: 6de in 28,88 |